# Sasha Cohen

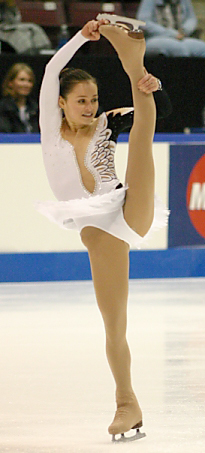
Sacha Cohen

Alexandra Pauline "Sasha" Cohen (Westwood, (Los Angeles, Californië), 26 oktober 1984) is een voormalige Amerikaanse kunstschaatsster.
Ze was actief als soliste en trainde laatstelijk bij John Nicks.
Nadat ze tussen 2000 en 2005 al vijf keer op het erepodium bij de nationale kampioenschappen stond, werd ze in 2006 nationaal kampioene. Bij de Wereldkampioenschappen kunstschaatsen veroverde ze in 2004 en 2005 de zilveren medaille. Op het WK van 2006 voegde ze hier een bronzen medaille aan toe nadat ze eerder dat jaar op de Olympische Spelen de zilveren medaille had veroverd.

## Biografie
Cohen werd geboren in Westwood, Californië, een wijk in Los Angeles. Haar moeder, Galina Feldman, is een joodse immigrante uit Oekraïne en een voormalig balletdanseres; haar vader, Roger Cohen, is een Joods-Amerikaanse business consultant. In 2005 publiceerde ze haar autobiografie, Fire on Ice.
Cohen was vroeger gymnaste, maar op haar zevende is ze overgeschakeld op kunstschaatsen. Toen ze tien jaar was begon ze de sport serieus te nemen. Cohen bereikte de top in het Amerikaanse kunstschaatsen met haar tweede plaats in 2000 bij de senioren.

## Persoonlijke records
| records             | punten | datum      | toernooi      |
| ------------------- | ------ | ---------- | ------------- |
| Hoogste totaalscore | 197.60 | 01-1-2003  | Skate Canada  |
| Hoogste korte kür   | 71.12  | 31-10-2003 | Skate Canada  |
| Hoogste lange kür   | 130.89 | 25-10-2003 | Skate America |

## Belangrijke resultaten
| Kampioenschap           | 97/98 | 98/99  | 99/00  | 00/01 | 01/02  | 02/03 | 03/04  | 04/05  | 05/06  |
| ----------------------- | ----- | ------ | ------ | ----- | ------ | ----- | ------ | ------ | ------ |
| Olympische Spelen       |       |        |        |       | 4e     |       |        |        | Zilver |
| Wereldkampioenschap     |       |        |        |       | 4e     | 4e    | Zilver | Zilver | Brons  |
| WK junioren             |       |        | 6e     |       |        |       |        |        |        |
| Nationaal kampioenschap |       |        | Zilver |       | Zilver | Brons | Zilver | Zilver | Goud   |
| NK junioren             | 6e *  | Zilver |        |       |        |       |        |        |        |

* = bij de novice
- International Standard Name Identifier: 0000 0000 3631 4942
- Library of Congress Control Number: n2004111646
- Nationale Bibliotheek van Israël: 987007373462305171
- Virtual International Authority File: 58476569
- WorldCat: E39PBJtGTV7Ch6RytxgyYcCmh3